# Aristóteles contemplando el busto de Homero
Aristóteles contemplando el busto de Homero es un cuadro del pintor neerlandés Rembrandt. Fue ejecutado en 1653. Se trata de una pintura al óleo sobre lienzo, que mide 143,5 centímetros de alto y 136,5 cm de ancho. Se conserva en el Museo Metropolitano de Arte de Nueva York (Estados Unidos).

## Historia
Es la primera obra de un tríptico que comprende a Alejandro Magno y Homero, en conmemoración de los más grandes hombres de la Grecia antigua. Aristóteles tiene la mano derecha sobre la escultura representativa de Homero, mientras que la izquierda se posa sobre la cadena de oro de la que pende un retrato de Alejandro Magno, su alumno. Aparecen así en el cuadro, a través de una sutil alusión, las dos obras posteriores. El vaciado en yeso para el busto de Homero se encontraba en la casa de Rembrandt.
Fue ejecutada para el noble siciliano Antonio Ruffo, que pagó 500 florines por ella, un precio cuatro veces superior al de un cuadro italiano similar. La obra le fue enviada a Mesina en 1654. Ruffo, en 1660, encargó a Guercino una tela que representara una figura que pudiera hacer juego con el cuadro de Rembrandt: con este fin, envió un esbozo de la obra que Guercino interpretó como un Fisionomista que estuviese estudiando sobre una escultura las alineaciones de un rostro, proponiendo pintar en correlación un Cosmógrafo que estuviera estudiando un mapamundi.
Al año siguiente, Ruffo envió a Mattia Preti los esbozos de los cuadros de Rembrandt y Guercino, pidiendo otra pintura que hiciera juego con las anteriores y Preti pintó un Diógenes de Siracusa. Las obras de Guercino y de Preti aún están perdidas.
La familia Ruffo conservó el cuadro hasta finales del año 1760; llegado a Inglaterra, pasó en el año 1928 al coleccionista estadounidense Alfred Erickson y fue adquirido en subasta el 15 de noviembre de 1961 por el Museo Metropolitano por dos millones trescientos mil dólares, la cifra más alta pagada por entonces por un cuadro.

## Análisis
La obra está firmada y fechada:  REMBRANDT F. 1653.
Rembrandt representa a Aristóteles mirando reflexivamente el busto de Homero. Una cálida luz flota entre las dos figuras, y se concentra precisamente donde deberían cruzarse las miradas. Es una luz que parece brotar de dentro de la oscuridad.
Aristóteles viste como un rico mercader holandés del siglo XVII. La cadena de oro que lleva en torno al cuerpo aparece en otros retratos de Rembrandt y recuerda a los regalos que recibían los pintores de sus mecenas.
Se le representa como un hombre mayor, cuando ya su alumno Alejandro Magno estaba dedicado a la conquista de un imperio. Podría estar pensando en el ascenso de Alejandro, sus ambiciones mundanas, frente a la espiritualidad del hombre representada por Homero.
El cuadro presenta problemas de conservación: un oscurecimiento o alteración del fondo en penumbra, que se atribuye a la degradación de un pigmento de esmalte empleado por Rembrandt. Aunque la obra fue restaurada por John Brealey en 1980, el pigmento sigue siendo inestable y en pocos años la alteración volvió a evidenciarse .